# Deficyt ekonomiczny
Deficyt ekonomiczny – suma deficytów budżetu państwa, samorządów, jednostek ochrony zdrowia, funduszy celowych i innych jednostek powiększona o wypłaty rekompensat dla emerytów i pracowników sfery budżetowej, a następnie pomniejszona o transfery do drugiego filaru ubezpieczeń społecznych.
Jest to jeden z terminów używanych przez polskie Ministerstwo Finansów do określania deficytu sektora finansów publicznych. Jego celem jest ukazanie ostatecznego wpływu deficytu finansów publicznych na poziom oszczędności w gospodarce. Trudno jest jednak jednoznacznie zdefiniować jego formułę obliczeniową w postaci wzoru.